# 간데촌
간데촌(神出村)은 효고현 아카시군에 있던 촌이다. 현재의 고베시 니시구 간데정 각 마을에 해당한다.

## 역사
- 1889년 4월 1일 - 정촌제 시행에 수반해 12개 촌의 구역을 가지고 성립하였다.
- 1947년 3월 1일 - 고베시에 편입해, 동일 히라노촌은 폐지되었다.
- 1982년 8월 1일 - 분할로 인해 구촌 지역이 니시구의 일부가 되었다.

## 참고문헌
- 가도카와 일본지명 대사전 28권